# Vilma Espín
Vilma Espín Guillois (Santiago de Cuba, 7 de abril de 1930 - La Habana, 18 de junio de 2007) fue una política cubana.
Espín fue una dirigente política de la Revolución cubana donde participó activamente como miembro del Movimiento 26 de Julio. Ingeniera química de formación destacó en la lucha contra la dictadura de Batista. En 1958 se sumó al Ejército Rebelde, donde se destacó en la coordinación del movimiento clandestino de Oriente con el territorio del Frente y por sus acciones en el II Frente Oriental Frank País. Miembro del Comité Central del Partido Comunista de Cuba, desde 1965 hasta su muerte se encargó de la organización de la Federación de Mujeres Cubanas. Fue miembro de la Asamblea Nacional y ocupó diferentes responsabilidades tanto en el gobierno como en el Partido Comunista de Cuba.

## Biografía
Vilma Espín nació el 7 de abril de 1930 en la ciudad de Santiago de Cuba (Cuba) en el seno de una familia acomodada. La casa de Vilma Espín fue uno de los refugios de los asaltantes del cuartel Moncada durante la persecución que se llevó a cabo al finalizar el asalto a dichas instalaciones militares.
En la universidad participó activamente en las manifestaciones en contra del gobierno de Fulgencio Batista que estaba en el poder después de dar un golpe de Estado en 1952 al presidente Carlos Prío Socarrás. 
Estudió Ingeniería Química en la Universidad de Oriente y en el MIT en Boston

### En la Revolución Cubana
En fecha no muy lejana a los sucesos del ataque al Cuartel Moncada, conoce al líder revolucionario santiaguero Frank País en La Habana. Se hizo inseparable colaboradora de País participando activamente en las organizaciones que este fundó, como  Acción Nacional Revolucionaria. Posteriormente  esta organización se integró a las filas del Movimiento 26 de julio.
Fue a México para entrevistarse con Fidel Castro y recibir órdenes y mensajes para la preparación del alzamiento rebelde en contra del gobierno de Batista. En ese viaje conoció a Raúl Castro. Bajo el mando de Frank País participó en el alzamiento de Santiago de Cuba el 30 de noviembre de 1956, como apoyo a los expedicionarios del Granma, preparando su desembarco. El cuartel general del movimiento revolucionario de Santiago quedó ubicado en su vivienda.
Vilma fue nombrada por el propio País, poco antes de su asesinato el 31 de julio de 1957, Coordinadora Provincial de la organización clandestina en la provincia de Oriente donde se encuentra la Sierra Maestra en la que ya se había comenzado la guerrilla con Fidel Castro al frente.
Una vez comenzadas las actividades guerrilleras en Sierra Maestra, en 1956, apoyó a los combatientes desde el llano. Ante el acoso de la dictadura, que iba conociendo paulatinamente del papel de Vilma en la rebelión, Vilma sube al II Frente Oriental Frank País. Allí, además de participar en la lucha gerrillera, entabló noviazgo con el jefe del frente, Raúl Castro Ruz, con el que se casaría tras el triunfo de la Revolución en 1959.

### Papel en el gobierno
Tras el triunfo revolucionario del 1 de enero de 1959 Vilma Espín fue la encargada de reorganizar las diferentes organizaciones femeninas. De dicha reorganización nació la Federación de Mujeres Cubanas de la que fue presidenta. El trabajo y liderazgo de Vilma fue fundamental en el establecimiento de los Círculos Infantiles (guarderías) para beneficiar la incorporación de las mujeres al estudio y el trabajo, la reeducación y alfabetización de decenas de miles de prostitutas, y la superación de la mujer cubana. También en el establecimiento del Código de la Niñez y la Juventud, el Código de la Familia, entre otros. 
Fue miembro del Comité Central del Partido Comunista de Cuba, desde su fundación en 1965, condición que se mantuvo hasta su muerte  al ser ratificada en todos sus congresos.  En el congreso de 1980 fue nombrada miembro suplente del Buró Político y en el siguiente fue miembro efectivo. Se mantuvo como miembro del Politburó del PCC hasta 1991.

Fue diputada de la Asamblea Nacional, en su primera legislatura, y miembro del Consejo de Estado desde su constitución. Presidió varias comisiones de la Asamblea Nacional como la Comisión Nacional de Prevención y Atención Social, y la Comisión de la Niñez.

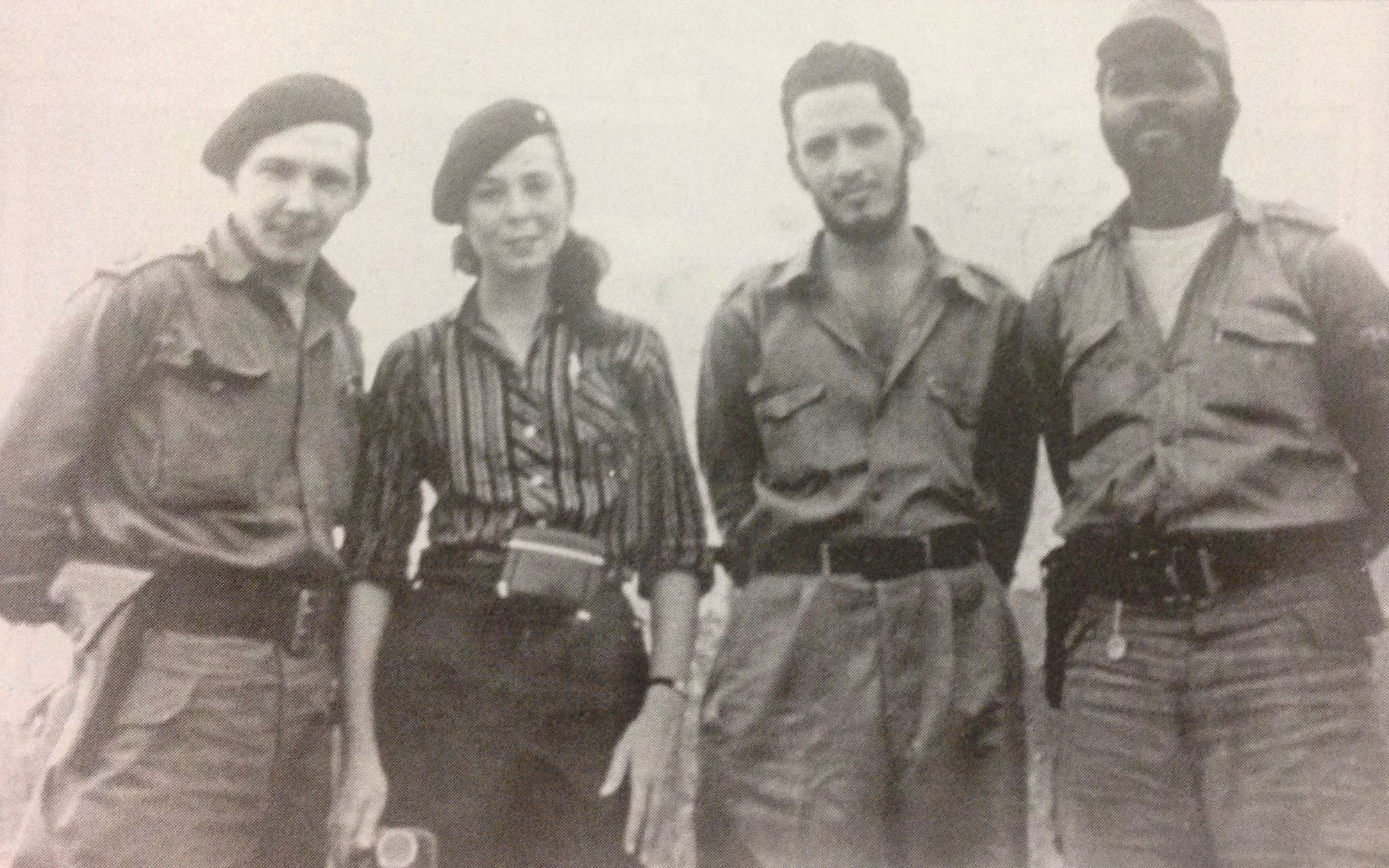
Vilma con Raúl Castro, Jorge Risquet y José Nivaldo Causse.

Recibió múltiples condecoraciones, títulos y órdenes nacionales e internacionales, entre las que se destaca el título honorífico de Heroína de la República de Cuba y el Premio Lenin de la Paz.
Espín encabezó la delegación cubana al Primer Congreso Latinoamericano sobre Mujer y Niños que se realizó en Chile en 1959. También encabezó las delegaciones cubanas a las Conferencias de la Mujer realizadas en México, Copenhague, Nairobi y Pekín.
De su matrimonio con Raúl Castro, el cual duró hasta su muerte, nacieron 3 hijas y un hijo. Una de sus hijas, Mariela Castro, dirige el Centro Nacional para la Educación Sexual. Su único hijo varón, Alejandro, coronel del Ministerio del Interior estuvo en Angola cuando la misión militar cubana en ese país. Al ser asistente personal de su padre, la contrarrevolución cubana, lo daba entre sus posibles sucesores al frente del gobierno, cosa que finalmente no ocurrió.

### Papel como "primera dama"
En realidad, Cuba después de 1959 nunca tuvo oficialmente primera dama alguna. Vilma Espín si representó oficialmente al gobierno cubano en varias conferencias mundiales relacionadas con la mujer, pero nunca fue primera dama oficialmente, ni se le mencionó con ese nombre cuando su esposo Raúl Castro asumió, como vicepresidente primero de los Consejos de Estados y de Ministros, la jefatura de la nación ante la súbita enfermedad de Fidel Castro Ruz, máximo mandatario de Cuba, el 31 de julio del 2006. En las estructuras gubernamentales cubanas este cargo no existe desde 1959.

## Muerte

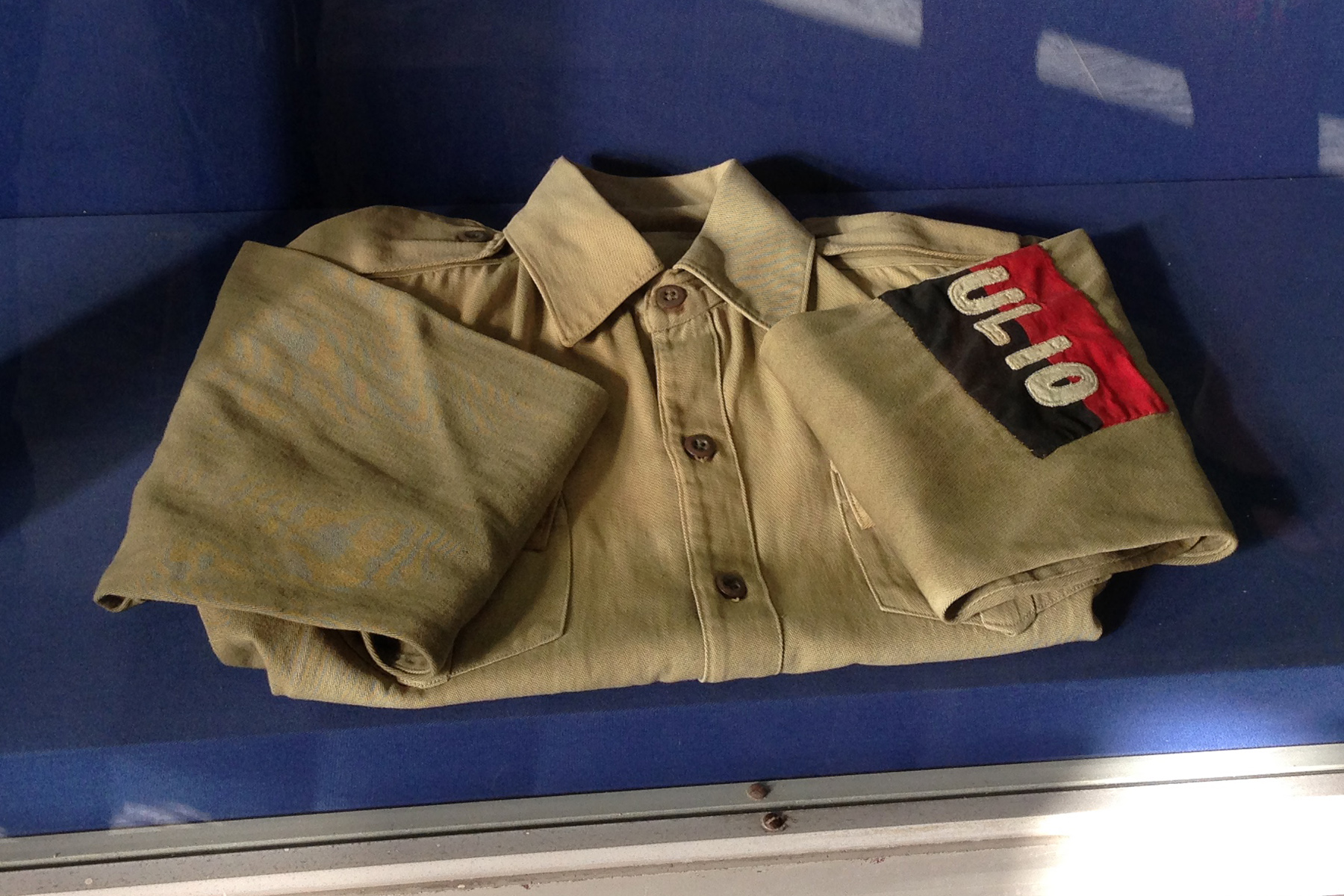
Uniforme de guerrillera de Vilma.

Falleció de cáncer el 18 de junio de 2007. El gobierno cubano decretó un día de duelo nacional el martes 19 de junio. Dirigentes del gobierno y el Partido Comunista de Cuba le rindieron tributo en varios actos, entre ellos una velada en el Teatro Karl Marx de La Habana. Fue incinerada, y sus restos descansan en el Mausoleo del II Frente Frank País.

## Otros proyectos
- Wikimedia Commons alberga una categoría multimedia sobre Vilma Espín.